# Захаркино
Заха́ркино (рос. Захаркино) — село у складі Абдулинського міського округу Оренбурзької області, Росія.

## Населення
Населення — 132 особи (2010; 203 у 2002).
Національний склад (станом на 2002 рік):
- чуваші — 75 %